# Life of the Party (canção)
Life of the Party é uma canção gravada pelo cantor e compositor canadense Shawn Mendes contida no seu EP de estreia, The Shawn Mendes EP em também contida em seu primeiro álbum de estúdio, Handwritten, (2015). A canção foi composta por Ido Zmishlany e Scott Harris e produzida pelo primeiro. Esta foi gravada em Toronto, Ontario e foi lançada em 26 de junho de 2014.

## Antecedentes
O título da canção Life of the Party, pode dar a impressão de que é uma música de dança otimista, mas em uma entrevista, Mendes descreveu a música como não sendo "super feliz, mas também não é deprimente". "A letra representa ser feliz consigo mesmo e descobrir quem você é e quem você quer ser. A canção foi composta por dois escritores de Nova York, Ido Zmishlany e Scott Harris, embora Mendes sentiu uma forte conexão com ele.

## Vídeo clipe
Um vídeo contendo a letra da canção foi lançada em 30 de junho de 2014, em que Shawn Mendes está no restaurante George Street, ele ocasionalmente conversa com a garçonete do restaurante enquanto está cantando. A letra da música aparecem em lugares como mesas e lustres do restaurante. O video termina com a garçonete lendo um bilhete deixado por Shawn, sorrindo enquanto a tela escurece.

## Performance nos charts
A canção estreou na Billboard Hot 100 em 12 de julho de 2014, no número 24, tornando-se sua primeira entrada no chart e primeiro top 40. Mendes se tornou o artista mais jovem a estrear no top 25 com uma música de estréia na Billboard Hot 100 aos 15 anos, 11 meses e 4 dias de idade. A canção estreou no número cinco na Hot Digital Songs chart com 148.000 downloads.